# Новогорожено
Новогорожено (укр. Новогорожене) — село в Баштанском районе Николаевской области Украины.
Основано в 1910 году. Население по переписи 2001 года составляло 26 человек. Почтовый индекс — 56136. Телефонный код — 5158. Занимает площадь 0,41 км².

## Местный совет
56134, Николаевская обл., Баштанский р-н, с. Новосергеевка, ул. Центральная, 28; тел. 9-56-10.